# 菲德利斯安德里亞1928足球會
菲德利斯安德里亞1928足球會（Società Sportiva Fidelis Andria 1928）是一支位於意大利安德里亞的職業足球會，目前於意大利足球丙级联赛角逐。

## 外部連結
- Official Webpage （意大利文）